# Declan Lowney
Declan Lowney (* 1960) je irský televizní a filmový režisér. Narodil se ve Wexfordu a natáčení se věnoval již od dětství (zvítězil v amatérské filmové soutěži). V roce 1977 natočil krátkometrážní dokument The Rose that Bloomed a o tři roky později pak Wavelength. Později začal pracovat pro společnost RTÉ. V roce 1991 režíroval dokumentární film Time Will Tell pojednávající o životě hudebníka Boba Marleyho. Později režíroval například několik epizod seriálu Malá Velká Británie nebo film Alan Partridge: Alpha Papa.